# Deacy Amp
Il Deacy Amp è un piccolo amplificatore, costruito da John Deacon, bassista dei Queen, nel 1970 circa. Successivamente fu regalato al chitarrista della band Brian May.
Dotato di circa 0,68 Watt di potenza, venne costruito utilizzando materiale elettronico trovato nella spazzatura proveniente da una vecchia radio degli anni 60 di nome Supersonic Conquest PR80, successivamente modificato da John Deacon che rimosse alcuni condensatori, mise il cavo per il jack, l'uscita degli speakers e l'alimentazione di 9 volt (PP9 Battery). Il circuito venne inserito in una vecchia cassa acustica in truciolare impiallacciato in mogano e collegato a due speakers da 6,5" e 4" di marca Elac da 16 ohm cadauno, uno dei quali filtrato tramite un condensatore che fungeva da filtro passa-alto. 
L'amplificatore non ha controlli per il volume o dei toni.
Veniva utilizzato con la Red Special e un treble booster (inizialmente un Dallas Rangemaster) per riprodurre suoni come violino, violoncello, trombone, clarinetto o addirittura voci. Veniva utilizzato in studio da Brian May per la registrazione di brani dei Queen o microfonato per essere ulteriormente amplificato in uno o due Vox AC30 (nove o sedici dal vivo). Killer Queen è un brano in cui è possibile ascoltare il suono vibrante e armonioso di questo piccolo amplificatore, così come in numerosi pezzi dell'album "Queen II".
Oggetto di autocostruzione da parte degli appassionati, venne finalmente riproposto commercialmente negli anni duemila dalla Fryer in una versione assemblata o in kit da 1 Watt più moderna e razionale che, dal 2010, viene prodotta per sua concessione dalla KAT (Knight Audio Technologies).